# Gyõr-Moson-Sopron
Győr-Moson-Sopron és una província (megye) situada al nord-est d'Hongria, a la frontera amb Eslovàquia i Àustria. Limita amb les províncies de Komárom-Esztergom, Veszprém i Vas. La seva capital és la ciutat de Győr.

## Nuclis principals
(ordenades per població segons el cens de 2005)
| Municipi        | Nom alemany                    | Einwohner (1 de gener de 2005) |
| --------------- | ------------------------------ | ------------------------------ |
| Győr            | Raab                           | 127.594                        |
| Sopron          | Ödenburg                       | 56.394                         |
| Mosonmagyaróvár | Wieselburg-Ungarisch Altenburg | 30.840                         |
| Csorna          | Geschirnau                     | 10.882                         |
| Kapuvár         | Kobrunn                        | 10.646                         |
| Jánossomorja    | Sankt Johann                   | 5.937                          |
| Győrújbarát     |                                | 5.222                          |
| Tét             | Tietzing                       | 4.106                          |